# 马伯骞
马伯骞（英語：Victor Ma，1996年3月20日—）出生于美国纽约，美籍华人歌手、词曲作家、演员。2017年参加腾讯视频综艺节目《明日之子》获得亚军并正式出道。2018年发行首支个人单曲《I Am Awake》。2019年发行首张EP《Untitled》。2020年出演爱奇艺网络剧《唐人街探案》。同年发行第二张EP《The Textbook》。2021年出演电影《唐人街探案3》。

## 演艺经历
马伯骞于1996年3月20日出生于美国纽约，父亲马清运和母亲李守宁均是建筑师，外祖父李安格曾是中国国家女排的教练。他在四岁的时候随家人搬到中国上海市生活，小学和初中就读于上海市平和双语学校。他在十三岁的时候又随家人搬到美国洛杉矶生活，高中就读于洛杉矶县艺术高中，大学就读于南加州大学，在校期间曾参加多个歌唱比赛。2014年，他参加“水立方杯”海外华裔青少年中文歌曲大赛并最终获得铜奖。
2017年6月10日，马伯骞开始参加腾讯视频音乐偶像养成节目《明日之子》；同年9月23日，他获得《明日之子》亚军；同年11月4日，《明日之子》中的11位选手于中国江苏省南京市展开「明日之子全国巡回演唱会」；同年12月8日，他发行和歌手周震南共同演唱的单曲《整整两年了》；同月14日，他发行现场专辑《Author》；同月15日，他发行首支个人单曲《I Am Awake》。
2018年1月15日，马伯骞发行和演员江疏影共同演唱的电视剧《恋爱先生》的插曲《下一个爱情》。同年3月23日，他发行和歌手何洁共同演唱的电视剧《南方有乔木》的片头曲《微观世界》。同年4月10日，他发行单曲《Domination》。同年8月16日，他发行单曲《So What》。同月，他开始参加腾讯视频偶像搭档对决音乐真人秀节目《潮音战纪》。同年10月，他开始参加腾讯视频沉浸式体验类美容美妆综艺节目《Beauty小姐》。2019年9月16日，他发行首张EP《Untitled》。同月19日，歌手袁娅维发行和马伯骞共同演唱的单曲《呃》，并收录在袁娅维于同年12月12日发行的专辑《1212》中。同年11月，他出演腾讯视频全球潮流文化体验式纪录片《我们的浪潮》。同年12月31日，他发行和歌手陈哲远、程潇、李明轩、崔雨鑫共同演唱的网络剧《唐人街探案》的片尾曲《别轻易相信》。
2020年1月，马伯骞出演腾讯视频悬疑罪案网络剧《唐人街探案》。同年2月23日，他发行和演员Emma Dumont共同演唱的电视剧《我在北京等你》的插曲《找到你》。同年5月1日，他发行电视剧《彼岸花》的片头曲《流沙》。同年7月，他开始参加优酷潮流文化纪实类真人秀节目《720潮流主理人》。同年8月13日，歌手王菊发行和马伯骞共同演唱的单曲《Boom》，并收录在王菊于同月27日发行的EP《No Day But Today》中。同月14日，他发行和微软人工智能小冰共同演唱的单曲《Runway 2.0》。同年10月，他为优酷都市偶像暖心陪伴剧网络剧《你好喵室友》配音。同年11月28日，歌手窦靖童发行和马伯骞共同演唱的歌曲《Luv U Alien》，并收录于窦靖童的专辑《GSG Mixtape》中。同年12月21日，他发行和歌手白举纲共同演唱的电影《猎狐行动》的同名主题曲。同月28日，他发行第二张EP《The Textbook》。
2021年2月，马伯骞出演悬疑喜剧电影《唐人街探案3》。同月20日，他发行和歌手黄子韬和Young13dbaby共同演唱的单曲《W.T.F (Way Too Fast)》。同年3月2日，他发行和歌手乃万共同演唱的单曲《嗨！外星人》。同年6月，他开始参加腾讯视频恋爱社交推理真人秀节目《心动的信号第四季》。同年8月3日，他发行单曲《Drip and Lit》。同月5日，他发行单曲《Carabiner》。同月6日，歌手乃万发行和马伯骞共同演唱的单曲《Lambo》。同月7日，演员黄觉发行和马伯骞共同演唱的歌曲《Time Value》。同年12月17日，他发行动漫《大王饶命》的概念主题曲《我行我树》。同月，他开始参加浙江卫视音乐社交乐队节目《闪光的乐队》。

## 音乐作品

### 迷你专辑
- 《Untitled》（2019）
- 《The Textbook》（2020）

### 现场专辑
- 《Author》（2017）

### 单曲
- 《整整两年了》－with 周震南（2017）
- 《I Am Awake》（2017）
- 《下一个爱情》－with 江疏影（2018）
- 《微观世界》－with 何洁（2018）
- 《Domination》（2018）
- 《So What》（2018）
- 《呃》－袁娅维 feat. 马伯骞（2019）
- 《找到您》－feat. Emma Dumont（2020）
- 《Boom》－王菊 feat. 马伯骞（2020）
- 《Runway 2.0》－with 小冰（2020）
- 《多米内深》－with 惠敏莉（2020）
- 《猎狐行动》－with 白举纲（2020）
- 《Do My Thing 飞啦！》（2020）
- 《W.T.F (Way Too Fast)》－with 黄子韬、Young13dbaby（2021）
- 《嗨！外星人》－with 乃万（2021）
- 《Drip and Lit》（2021）
- 《Carabiner》（2021）
- 《Lambo》－乃万 feat. 马伯骞（2021）
- 《Time Value》－黄觉 feat. 马伯骞（2021）
- 《我行我树》（2021）

### 其他录制的歌曲
- 《别轻易相信》－with 陈哲远、程潇、李明轩、崔雨鑫（2019）
- 《流沙》（2020）
- 《Luv U Alien》－窦靖童 feat. 马伯骞（2020）
- 《Be Your Light》－（電視劇《偷偷藏不住》插曲）（2023）

## 影视作品

### 常驻综艺节目
- 《明日之子》（2017）
- 《潮音战纪》（2018）
- 《Beauty小姐》（2018）
- 《720潮流主理人》（2020）
- 《心动的信号第四季》（2021）
- 《闪光的乐队》（2021–2022）
- 《星電音聯盟》 （2023）
- 《披荊斬棘的哥哥》3（2023）
- 《幸运旅行家》 （2023）

### 電視劇/网络剧
- 《我们的浪潮》（2019）
- 《唐人街探案》(网络剧)（2020）
- 《你好喵室友》(网络剧)（2020）
- 《偷偷藏不住》（2023）飾演 桑延
- 《请和搞笑的我谈恋爱》(网络剧)（2024）
- 《半熟男女》(网络剧)（2024）
- 《有你的时光里》（2025）飾演 乐川

### 电影
- 《燃野少年的天空》（2021）
- 《唐人街探案3》（2021）
- 《斗破苍穹·觉醒》（2023）
- 《斗破苍穹·止戈》（2024）
- 《斗破苍穹3除恶》（2024）
- 《斗破苍穹4：逃亡》（2025）
- 《天马流星》（2025）飾 陈火炬

## 獎項

### 综合类奖项
| 获奖時間      | 结果 | 评奖名称                                       | 備註 |
| ------------- | ---- | ---------------------------------------------- | ---- |
| 2018年1月11日 | 獲獎 | QQ兴趣部落“心赏之夜”年度“心”赏音乐新势力艺人奖 |      |

### 评选类奖项
| 获奖時間      | 结果 | 评奖名称                               | 備註 |
| ------------- | ---- | -------------------------------------- | ---- |
| 2019年4月25日 | 獲獎 | LikeTCCAsia中国区最美100张新面孔第91位 |      |